# 100 крупнейших авиационных катастроф
В данном списке представлены 100 крупнейших (по числу погибших) авиационных катастроф в истории человечества. Катастрофы расположены по убыванию общего числа погибших в них. Если число погибших совпадает, то приоритет имеет более ранняя катастрофа. Число погибших определяется сложением погибших на борту самолёта с погибшими на земле. Если человек умер по истечении 30 дней с момента катастрофы, то это классифицируется как «вред здоровью со смертельным исходом», поэтому он не учитывается как погибший. Столкновение самолётов рассматривается как одна катастрофа.  В список попадают авиаинциденты, унесшие жизни от 141 человека.
Из приведённых в списке авиапроисшествий 35 унесли от 200 жизней, 9 — более 300. Хотя в списке присутствуют террористические акты 11 сентября 2001 года (катастрофы двух Boeing 767 в Нью-Йорке и одного Boeing 757 в Вашингтоне), согласно классификации американского Национального совета по безопасности на транспорте (NTSB) они не подпадают под определение «авиационная катастрофа». Поэтому крупнейшей катастрофой отдельного самолёта считается произошедшая 12 августа 1985 года катастрофа Boeing 747 под Токио (520 погибших), а крупнейшей авиационной катастрофой в истории считается произошедшее 27 марта 1977 года столкновение в аэропорту Лос-Родеос (583 погибших).

## Список
- Число погибших — общее число погибших в катастрофе, за исключением смертельно раненных (скончались позже, чем через 30 дней).
- Дата — указана по часовому поясу места катастрофы.
- Иллюстрация — изображение воздушного судна.
- Воздушное судно — тип разбившегося воздушного судна. В случае столкновения указаны только воздушные суда, на которых были погибшие.
- Оператор — компания, которая выполняла рейс. Если воздушное судно было зафрахтовано, то его владелец указан в скобках.
- Место — место катастрофы.
- Страна — страна, в которой произошла катастрофа (на момент событий).
- Причина — краткое описание катастрофы и ссылка на статью о ней.

| №   | Число погибших | Дата                  | Иллюстрация                                                                 | Воздушное судно     | Оператор                                   | Место                                             | Страна                           | Причина                                                               | И                           |
| --- | -------------- | --------------------- | --------------------------------------------------------------------------- | ------------------- | ------------------------------------------ | ------------------------------------------------- | -------------------------------- | --------------------------------------------------------------------- | --------------------------- |
| 1   | ~ 1692         | 11 сентября 2001 года | Разбившийся самолёт                                                         | B767-223ER          | American Airlines                          | Нью-Йорк, ВТЦ-1                                   | США                              | Захвачен террористами.                                                | [ 5 ]                       |
| 2   | ~ 965          | 11 сентября 2001 года | Разбившийся самолёт                                                         | B767-222            | United Airlines                            | Нью-Йорк, ВТЦ-2                                   | США                              | Захвачен террористами.                                                | [ 6 ]                       |
| 3   | 583            | 27 марта 1977 года    | Разбившийся самолёт · Разбившийся самолёт                                   | B747-206B B747-121  | KLM Pan Am                                 | Лос-Родеос, Тенерифе                              | Испания · ( Канарские острова)   | Столкновение на ВПП                                                   | [ 7 ]                       |
| 4   | 520            | 12 августа 1985 года  | Разбившийся самолёт                                                         | B747SR-46           | Japan Air Lines                            | Гумма, близ Токио                                 | Япония                           | Потеря управления из-за разрушения гермошпангоута                     | [ 8 ]                       |
| 5   | 349            | 12 ноября 1996 года   | Разбившийся самолёт · Разбившийся самолёт                                   | B747-168B Ил-76ТД   | Saudi Arabian Airlines Kazakhstan Airlines | округ Чархи-Дадри                                 | Индия                            | Столкновение в воздухе                                                | [ 9 ]                       |
| 6   | 346            | 3 марта 1974 года     | Разбившийся самолёт                                                         | DC-10-10            | Turkish Airlines                           | лес Эрменонвиль, близ Парижа                      | Франция                          | Взрывная декомпрессия и потеря управления                             | [ 10 ]                      |
| 7   | 329            | 23 июня 1985 года     | Разбившийся самолёт                                                         | B747-237B           | Air-India                                  | Атлантика, 176 км от Корка                        | Открытое море                    | Взорван сикхскими террористами                                        | [ 11 ]                      |
| 8   | 301            | 19 августа 1980 года  | Разбившийся самолёт                                                         | L1011-385-1-15 200  | Saudi Arabian Airlines                     | Эр-Рияд                                           | Саудовская Аравия                | Пожар на борту                                                        | [ 12 ]                      |
| 9   | 298            | 8 января 1996 года    | Разбившийся самолёт                                                         | Ан-32Б              | Air Africa ( Moscow Airways)               | Киншаса                                           | Заир                             | При взлёте выкатился на рынок                                         | [ 13 ]                      |
| 10  | 298            | 17 июля 2014 года     | Разбившийся самолёт                                                         | B777-2H6ER          | Malaysia Airlines                          | под Донецком (над контролируемой ДНР территорией) | Украина                          | Сбит ЗРК «Бук»                                                        | [ 14 ] [ 15 ] [ 16 ] [ 17 ] |
| 11  | 290            | 3 июля 1988 года      | Разбившийся самолёт                                                         | A300B2-203          | Iran Air                                   | Ормузский пролив                                  | Открытое море                    | Сбит крейсером «Vincennes» ВМС США                                    | [ 18 ]                      |
| 12  | 275            | 19 февраля 2003 года  | Ил-76МД Стражей Исламской революции (IRGC)                                  | Ил-76МД             | IRGC                                       | близ Кермана                                      | Иран                             | Столкновение с горой                                                  | [ 19 ]                      |
| 13  | 273            | 25 мая 1979 года      | Разбившийся самолёт                                                         | DC-10-10            | American Airlines                          | Чикаго                                            | США                              | Из-за отделения при взлёте левого двигателя упал на трейлерный парк   | [ 20 ]                      |
| 14  | 270            | 21 декабря 1988 года  | Разбившийся самолёт                                                         | B747-121            | Pan Am                                     | Локерби                                           | Великобритания                   | Взорван ливийскими террористами и упал на город                       | [ 21 ]                      |
| 15  | 269            | 1 сентября 1983 года  | Разбившийся самолёт                                                         | B747-230B           | Korean Air Lines                           | Пролив Лаперуза                                   | Открытое море                    | Сбит советским истребителем Су-15 после двукратного нарушения границы | [ 22 ]                      |
| 16  | 265            | 12 ноября 2001 года   | Разбившийся самолёт                                                         | A300B4-605R         | American Airlines                          | Нью-Йорк                                          | США                              | Из-за разрушения руля направления упал на город                       | [ 23 ]                      |
| 17  | 264            | 26 апреля 1994 года   | Разбившийся самолёт                                                         | A300B4-622R         | China Airlines                             | Нагоя                                             | Япония                           | Потеря управления при посадке                                         | [ 24 ]                      |
| 18  | 261            | 11 июля 1991 года     | Разбившийся самолёт                                                         | DC-8-61             | Nigeria Airways ( Nationair)               | Джидда                                            | Саудовская Аравия                | Пожар на борту                                                        | [ 25 ]                      |
| 19  | 260            | 12 июня 2025 года     | Разбившийся самолёт                                                         | B787-8              | Air India                                  | Ахмедабад                                         | Индия                            | После взлёта упал на город                                            | [ 26 ] [ 27 ]               |
| 20  | 257            | 28 ноября 1979 года   | Разбившийся самолёт                                                         | DC-10-30            | Air New Zealand                            | Эребус, остров Росса                              | Антарктика                       | Столкновение с вулканом                                               | [ 28 ]                      |
| 21  | 257            | 11 апреля 2018 года   | Разбившийся самолёт                                                         | Ил-76ТД             | ВВС Алжира                                 | Буфарик, Блида                                    | Алжир                            | Разбился через несколько минут после взлёта                           | [ 29 ]                      |
| 22  | 256            | 12 декабря 1985 года  | Разбившийся самолёт (в период эксплуатации в Arista International Airlines) | DC-8-63CF           | Arrow Air                                  | Гандер                                            | Канада                           | Упал при взлёте (обледенение, либо пожар или взрыв бомбы)             | [ 30 ]                      |
| 23  | 239            | 8 марта 2014 года     | Разбившийся самолёт                                                         | B777-2H6ER          | Malaysia Airlines                          | юг Индийского океана                              | Открытое море                    | Упал в воду при невыясненных обстоятельствах                          | [ 31 ]                      |
| 24  | 234            | 26 сентября 1997 года | Разбившийся самолёт                                                         | A300B4-220          | Garuda Indonesia                           | близ Медана                                       | Индонезия                        | Столкновение с горой                                                  | [ 32 ]                      |
| 25  | 230            | 17 июля 1996 года     | Разбившийся самолёт                                                         | B747-131            | Trans World Airlines                       | Атлантика, близ Ист-Моричес                       | США                              | Взрыв паров топлива в баке                                            | [ 33 ]                      |
| 26  | 229            | 2 сентября 1998 года  | Разбившийся самолёт                                                         | MD-11               | Swissair                                   | Залив св. Маргарет                                | Канада                           | Пожар на борту                                                        | [ 34 ]                      |
| 27  | 228            | 6 августа 1997 года   | Разбившийся самолёт                                                         | B747-3B5            | Korean Air                                 | Нимиц-Хилл, Асан                                  | США · ( Гуам)                    | Столкновение с холмом                                                 | [ 35 ]                      |
| 28  | 228            | 1 июня 2009 года      | Разбившийся самолёт                                                         | A330-203            | Air France                                 | Атлантический океан                               | Открытое море                    | Отказ приборов из-за обледенения                                      | [ 36 ]                      |
| 29  | 225            | 25 мая 2002 года      | Разбившийся самолёт                                                         | B747-209B           | China Airlines                             | Тайваньский пролив                                | Открытое море                    | Взрывная декомпрессия и разрушение в воздухе                          | [ 37 ]                      |
| 30  | 224            | 31 октября 2015 года  | Разбившийся самолёт                                                         | A321-231            | Metrojet (Когалымавиа)                     | Синайский полуостров                              | Египет                           | Взорван террористами                                                  | [ 38 ]                      |
| 31  | 223            | 26 мая 1991 года      | Разбившийся самолёт                                                         | B767-3Z9ER          | Lauda Air                                  | Пхутой, Данчанг                                   | Таиланд                          | Падение с эшелона из-за сбоя в работе реверса                         | [ 39 ]                      |
| 32  | 217            | 31 октября 1999 года  | Разбившийся самолёт                                                         | B767-366ER          | EgyptAir                                   | Атлантический океан, 100 км от Нантакета          | Открытое море                    | Упал с эшелона (техническая неисправность или самоубийство пилота)    | [ 40 ]                      |
| 33  | 213            | 1 января 1978 года    | Разбившийся самолёт                                                         | B747-237B           | Air-India                                  | Аравийское море, близ Бомбея                      | Индия                            | При взлёте упал в воду из-за неисправности авиагоризонта              | [ 41 ]                      |
| 34  | 203            | 16 февраля 1998 года  | Разбившийся самолёт                                                         | A300B4-622R         | China Airlines                             | Таоюань                                           | Китайская Республика             | Вышел из-под контроля экипажа и упал на дома                          | [ 42 ]                      |
| 35  | 200            | 10 июля 1985 года     | Ту-154Б-2 компании «Аэрофлот»                                               | Ту-154Б-2           | Аэрофлот                                   | Учкудукский район, с. Кокпатас                    | СССР · ( Узбекская ССР)          | Из-за ошибки экипажа упал с эшелона и свалился в плоский штопор       | [ 43 ]                      |
| 36  | 199            | 17 июля 2007 года     | Airbus A320-230 авиакомпании TAM Airlines                                   | A320-233            | TAM Airlines                               | Сан-Паулу                                         | Бразилия                         | Выкатился с ВПП и врезался в склад                                    | [ 44 ]                      |
| 37  | 191            | 4 декабря 1974 года   | Разбившийся самолёт (в период эксплуатации в Icelandic Airlines)            | DC-8-55F            | Garuda Indonesia ( Martinair)              | Маскелия                                          | Шри-Ланка                        | Столкновение с горой                                                  | [ 45 ]                      |
| 38  | 189            | 6 февраля 1996 года   | Разбившийся самолёт                                                         | B757-225            | Birgenair                                  | Атлантика, 26 км от Пуэрто-Плата                  | Открытое море                    | Падение с эшелона из-за сбоя в показаниях указателя скорости          | [ 46 ]                      |
| 39  | 189            | 11 сентября 2001 года | Разбившийся самолёт                                                         | B757-223            | American Airlines                          | Арлингтон, Пентагон                               | США                              | Захвачен террористами.                                                | [ 47 ]                      |
| 40  | 189            | 29 октября 2018 года  | Разбившийся самолёт                                                         | B737 MAX 8          | Lion Air                                   | Яванское море, близ Джакарты                      | Индонезия                        | Упал в воду из-за технической неисправности                           | [ 48 ]                      |
| 41  | 188            | 3 августа 1975 года   | Разбившийся самолёт                                                         | B707-321C           | Royal Air Maroc ( Alia)                    | Атлас, близ Агадира                               | Марокко                          | Столкновение с горой                                                  | [ 49 ]                      |
| 42  | 183            | 15 ноября 1978 года   | Разбившийся самолёт                                                         | DC-8-63CF           | Garuda Indonesia ( Loftleiðir)             | Катунаяке, Негомбо                                | Шри-Ланка                        | Врезался в землю до ВПП                                               | [ 50 ]                      |
| 43  | 183            | 9 мая 1987 года       | Разбившийся самолёт                                                         | Ил-62М              | LOT                                        | Варшава                                           | Польша                           | Пожар двигателя и потеря управления                                   | .                           |
| 44  | 181            | 27 ноября 1983 года   | Разбившийся самолёт                                                         | B747-283B           | Avianca ( Scandinavian Airlines System)    | близ Мадрида                                      | Испания                          | Столкновение с холмом                                                 | [ 52 ]                      |
| 45  | 180            | 1 декабря 1981 года   | Разбившийся самолёт                                                         | MD-81               | Inex-Adria Aviopromet                      | Сан-Пьетро, близ Аяччо                            | Франция · ( Корсика)             | Столкновение с горой                                                  | [ 53 ]                      |
| 46  | 179            | 29 декабря 2024 года  | Разбившийся самолёт                                                         | B737-8AS            | Jeju Air                                   | Муан                                              | Республика Корея                 | Столкновение с птицами (расследование продолжается)                   |                             |
| 47  | 178            | 11 августа 1979 года  | Ту-134А авиакомпании «Аэрофлот»                                             | Ту-134А Ту-134АК    | Аэрофлот                                   | Петриковский район, близ Днепродзержинска         | СССР · ( Украинская ССР)         | Столкновение в воздухе                                                | [ 54 ]                      |
| 48  | 178            | 11 октября 1984 года  | Ту-154Б-1 авиакомпании «Аэрофлот»                                           | Ту-154Б-1           | Аэрофлот                                   | Омск-Центральный                                  | СССР · ( РСФСР)                  | Столкновение на ВПП с аэродромными машинами                           | [ 55 ]                      |
| 49  | 177            | 10 сентября 1976 года | Разбившийся самолёт · Разбившийся самолёт                                   | HS-121-3B DC-9-31   | British Airways Inex-Adria Aviopromet      | Врбовец                                           | Югославия · ( СР Хорватия)       | Столкновение в воздухе                                                | [ 56 ]                      |
| 50  | 176            | 22 января 1973 года   | Разбившийся самолёт                                                         | B707-3D3C           | Nigeria Airways ( Alia)                    | Кано                                              | Нигерия                          | Жёсткая посадка, повлёкшая разрушение шасси и самолёта                | [ 57 ]                      |
| 51  | 176            | 7 июня 1989 года      | Разбившийся самолёт                                                         | DC-8-62             | Surinam Airways                            | близ Парамарибо                                   | Суринам                          | При посадке врезался в деревья                                        | [ 58 ]                      |
| 52  | 176            | 8 января 2020 года    | Разбившийся самолёт                                                         | B737-8KV            | Международные авиалинии Украины            | Халаджабад, близ Тегерана                         | Иран                             | Сбит ВВС Ирана                                                        | [ 59 ]                      |
| 53  | 174            | 13 октября 1972 года  | Разбившийся самолёт                                                         | Ил-62               | Аэрофлот                                   | Дмитровский район, у Нерского озера               | СССР · ( РСФСР)                  | Врезался в землю при заходе на посадку                                | [ 60 ]                      |
| 54  | 170            | 19 сентября 1989 года | Разбившийся самолёт                                                         | DC-10-30            | UTA                                        | Тенере, близ Бильмы                               | Нигер                            | Взорван террористами                                                  | [ 61 ]                      |
| 55  | 170            | 22 августа 2006 года  | Разбившийся самолёт                                                         | Ту-154М             | Пулково                                    | Донецкая область, пос. Сухая Балка                | Украина                          | Из-за ошибки экипажа упал с эшелона                                   | [ 62 ]                      |
| 56  | 169            | 30 января 2000 года   | Разбившийся самолёт                                                         | A310-304            | Kenya Airways                              | Гвинейский залив, близ Абиджана                   | Кот-д’Ивуар                      | После взлёта упал в океан                                             | [ 63 ]                      |
| 57  | 168            | 15 июля 2009 года     | Разбившийся самолёт                                                         | Ту-154М             | Caspian Airlines                           | Джаннатабад                                       | Иран                             | Упал с эшелона из-за отказа двигателя                                 | [ 64 ]                      |
| 58  | 167            | 31 марта 1986 года    | Boeing 727-264Adv авиакомпании Mexicana                                     | B727-264            | Mexicana                                   | Эль-Карбон, близ Мараватио                        | Мексика                          | Пожар на борту                                                        | [ 65 ]                      |
| 59  | 167            | 28 сентября 1992 года | Разбившийся самолёт                                                         | A300B4-203          | PIA                                        | близ Катманду                                     | Непал                            | Столкновение с горой                                                  | [ 66 ]                      |
| 60  | 166            | 8 июля 1980 года      | Ту-154Б-2 авиакомпании «Аэрофлот»                                           | Ту-154Б-2           | Аэрофлот                                   | Алма-Ата                                          | СССР · ( Казахская ССР)          | При взлёте в плохих метеоусловиях упал на город                       | [ 67 ]                      |
| 61  | 162            | 30 июля 1971 года     | Boeing 727-281 авиакомпании ANA                                             | B727-281            | ANA                                        | Сидзукуиси                                        | Япония                           | Столкновение в воздухе с F-86                                         | [ 68 ]                      |
| 62  | 162            | 28 декабря 2014 года  | Разбившийся самолёт                                                         | A320-216            | Indonesia AirAsia                          | Яванское море                                     | Индонезия                        | Упал с эшелона при пролёте грозы                                      | [ 69 ]                      |
| 63  | 160            | 6 июня 1994 года      | Разбившийся самолёт                                                         | Ту-154М             | China Northwest Airlines                   | близ Сианя                                        | Китай                            | Разрушился в воздухе из-за сбоя в работе автопилота                   | [ 70 ]                      |
| 64  | 160            | 16 августа 2005 года  | Разбившийся самолёт                                                         | MD-82               | West Caribbean Airways                     | близ Мачикеса                                     | Венесуэла                        | Из-за ошибки экипажа упал с эшелона                                   | [ 71 ]                      |
| 65  | 159            | 28 ноября 1987 года   | Разбившийся самолёт                                                         | B747-244BM          | South African Airways                      | Индийский океан, 248 км от Маврикия               | Открытое море                    | Пожар на борту                                                        | [ 72 ]                      |
| 66  | 159            | 20 декабря 1995 года  | Boeing 757-223 авиакомпании American Airlines                               | B757-223            | American Airlines                          | Эль-Делювио, близ Кали                            | Колумбия                         | Столкновение с горой                                                  | [ 73 ]                      |
| 67  | 159            | 3 июня 2012 года      | Разбившийся самолёт                                                         | MD-83               | Dana Air                                   | Лагос                                             | Нигерия                          | После отказа двигателя упал на город                                  | [ 74 ]                      |
| 68  | 158            | 26 сентября 1992 года | Lockheed C-130H ВВС Нигерии                                                 | C-130H-LM           | ВВС Нигерии                                | Эджигбо, близ Лагоса                              | Нигерия                          | После взлёта отказали три двигателя                                   | [ 75 ]                      |
| 69  | 158            | 22 мая 2010 года      | Разбившийся самолёт                                                         | B737-8HG            | Air-India Express                          | Мангалур                                          | Индия                            | Выкатывание за пределы ВПП                                            | [ 76 ]                      |
| 70  | 157            | 22 декабря 1992 года  | Разбившийся самолёт                                                         | B727-2L5            | Libyan Arab Airlines                       | близ Триполи                                      | Ливия                            | Столкновение в воздухе с МиГ-23 либо сбит                             | [ 77 ]                      |
| 71  | 157            | 10 марта 2019 года    | Разбившийся самолёт                                                         | B737 MAX 8          | Ethiopian Airlines                         | Эфиопия                                           | Эфиопия                          | Свалился с эшелона                                                    | [ 78 ]                      |
| 72  | 156            | 14 августа 1972 года  | Ил-62 авиакомпании Interflug                                                | Ил-62               | Interflug                                  | Кёнигс-Вустерхаузен                               | ГДР                              | Пожар на борту                                                        | [ 79 ]                      |
| 73  | 156            | 26 ноября 1979 года   | Разбившийся самолёт                                                         | B707-340C           | PIA                                        | Хиджаз, близ Таифа                                | Саудовская Аравия                | Пожар на борту                                                        | [ 80 ]                      |
| 74  | 156            | 16 августа 1987 года  | MD-82 авиакомпании Northwest Airlines                                       | MD-82               | Northwest Airlines                         | Ромьюлус, Метро Детройт                           | США                              | При взлёте упал на шоссе                                              | [ 81 ]                      |
| 75  | 155            | 12 мая 1968 года      | C-130B ВВС США                                                              | C-130B              | ВВС США                                    | Кхамдык                                           | Республика Вьетнам               | Сбит армией вьетконгонцев                                             | [ 82 ]                      |
| 76  | 155            | 16 марта 1969 года    | DC-9 авиакомпании Viasa                                                     | DC-9-32             | Viasa ( Avensa)                            | Ла-Тринидад, Маракайбо                            | Венесуэла                        | Из-за перегруза упал на город                                         | [ 83 ]                      |
| 77  | 155            | 3 декабря 1972 года   | Разбившийся самолёт                                                         | CV-990-30A-5        | Spantax                                    | Лос-Родеос, Тенерифе                              | Испания · ( Канарские острова)   | Из-за дезориентации пилотов упал после взлёта                         | [ 84 ]                      |
| 78  | 155            | 4 апреля 1975 года    | C-5A ВВС США                                                                | C-5A                | ВВС США                                    | близ Таншоннята                                   | Республика Вьетнам               | Взрывная декомпрессия и потеря управления                             | [ 85 ]                      |
| 79  | 154            | 19 сентября 1976 года | Разбившийся самолёт                                                         | B727-2F2            | Turkish Airlines                           | Ыспарта                                           | Турция                           | Столкновение с холмом. Пилоты приняли шоссе за ВПП                    | [ 86 ]                      |
| 80  | 154            | 29 сентября 2006 года | Boeing 737-8EH авиакомпании Gol Transportes Aéreos                          | B737-8EH            | Gol Transportes Aéreos                     | близ Пейшоту-ди-Азеведу                           | Бразилия                         | Столкновение в воздухе с Embraer 600                                  | [ 87 ]                      |
| 81  | 154            | 20 августа 2008 года  | Разбившийся самолёт                                                         | MD-82               | Spanair                                    | Барахас, Мадрид                                   | Испания                          | Потеря управления при взлёте                                          | [ 88 ]                      |
| 82  | 153            | 9 июля 1982 года      | Разбившийся самолёт                                                         | B727-235            | Pan Am                                     | Кеннер                                            | США                              | При взлёте в грозу упал на город                                      | [ 89 ]                      |
| 83  | 152            | 30 июня 2009 года     | Разбившийся самолёт                                                         | A310-324            | Yemenia                                    | Индийский океан, близ Митзамиули                  | Коморы                           | Заходя на посадку, врезался в воду                                    | [ 90 ]                      |
| 84  | 152            | 28 июля 2010 года     | Разбившийся самолёт                                                         | A321-231            | Airblue                                    | близ Исламабада                                   | Пакистан                         | Столкновение с горой                                                  | [ 91 ]                      |
| 85  | 150            | 3 сентября 1989 года  | Ил-62М авиакомпании Cubana de Aviación                                      | Ил-62М              | Cubana de Aviación                         | Гавана                                            | Куба                             | При взлёте в шторм упал на город                                      | [ 92 ]                      |
| 86  | 150            | 24 марта 2015 года    | Разбившийся самолёт                                                         | A320-211            | Germanwings                                | Прованские Альпы                                  | Франция                          | Столкновение с горой                                                  | [ 93 ]                      |
| 87  | 149            | 4 мая 2002 года       | Разбившийся самолёт (в период эксплуатации в TAROM)                         | BAC 1-11-525FT      | EAS Airlines                               | Кано                                              | Нигерия                          | Из-за отказа двигателей упал на город                                 | [ 94 ]                      |
| 88  | 149            | 5 сентября 2005 года  | Разбившийся самолёт                                                         | B737-230            | Mandala Airlines                           | Медан                                             | Индонезия                        | Выкатывание за пределы ВПП и столкновение с домами                    | [ 95 ]                      |
| 89  | 148            | 19 февраля 1985 года  | Разбившийся самолёт                                                         | B727-256            | Iberia                                     | Ойз, близ Бильбао                                 | Испания                          | Столкновение с телебашней на горе                                     | [ 96 ]                      |
| 90  | 148            | 3 января 2004 года    | Разбившийся самолёт                                                         | B737-3Q8            | Flash Airlines                             | Красное море, близ Шарм-эш-Шейха                  | Египет                           | После взлёта упал в море                                              | [ 97 ]                      |
| 91  | 146            | 25 апреля 1980 года   | Разбившийся самолёт                                                         | B727-46             | Dan-Air                                    | Эсперансо, Тенерифе                               | Испания · ( Канарские острова)   | Столкновение с горой                                                  | [ 98 ]                      |
| 92  | 145            | 4 июля 2001 года      | Ту-154М авиакомпании «Владивосток Авиа»                                     | Ту-154М             | Владивосток Авиа                           | Бурдаковка, Иркутский район                       | Россия                           | Сваливание при заходе на посадку                                      | [ 99 ]                      |
| 93  | 144            | 25 сентября 1978 года | Разбившийся самолёт                                                         | B727-214 Cessna 172 | PSA Gibbs Flite Center, Inc.               | Сан-Диего                                         | США                              | Столкновение в воздухе и падение на город                             | [ 100 ]                     |
| 94  | 144            | 8 февраля 1989 года   | Разбившийся самолёт                                                         | B707-331B           | Independent Air                            | Пико-Альто, Санта-Мария                           | Португалия · ( Азорские острова) | Столкновение с горой                                                  | [ 101 ]                     |
| 95  | 144            | 7 ноября 1996 года    | Boeing 727-200 авиакомпании ADC Airlines                                    | B727-231            | ADC Airlines                               | Имота                                             | Нигерия                          | Потеря управления при уклонении от столкновения с другим самолётом    | [ 102 ]                     |
| 96  | 143            | 17 марта 1988 года    | Boeing 727-21 авиакомпании Avianca                                          | B727-21             | Avianca                                    | Эль-Эспартильо, близ Кукуты                       | Колумбия                         | Столкновение с горой                                                  | [ 103 ]                     |
| 97  | 143            | 23 августа 2000 года  | Разбившийся самолёт                                                         | A320-212            | Gulf Air                                   | Персидский залив, близ Мухаррака                  | Бахрейн                          | Врезался в воду при уходе на второй круг                              | [ 104 ]                     |
| 98  | 143            | 30 июня 2015 года     | Разбившийся самолёт                                                         | KC-130B             | ВВС Индонезии                              | Медан                                             | Индонезия                        | После взлёта упал на город                                            | [ 105 ]                     |
| 99  | 141            | 24 ноября 1992 года   | Разбившийся самолёт                                                         | B737-3Y0            | China Southern Airlines                    | близ Гуйлиня                                      | Китай                            | Потеря управления из-за асимметрии тяги                               | [ 106 ]                     |
| 100 | 141            | 18 декабря 1995 года  | Разбившийся самолёт (в период эксплуатации в Líneas Aéreas Paraguayas)      | L-188C              | Trans Service Airlift                      | Каунгула                                          | Ангола                           | Упал из-за перегруза и нарушения центровки                            | [ 107 ]                     |
| 101 | 141            | 29 августа 1996 года  | Разбившийся самолёт                                                         | Ту-154М             | Внуковские авиалинии                       | Шпицберген, около Лонгйира                        | Норвегия                         | Столкновение с горой                                                  | [ 108 ]                     |
| 102 | 141            | 25 декабря 2003 года  | Разбившийся самолёт (в период эксплуатации в American Airlines)             | B727-223            | UTAGE                                      | Котону                                            | Бенин                            | Выкатывание за пределы ВПП                                            | [ 109 ]                     |

## Хронология крупнейших катастроф
Авиационные катастрофы, которые на момент событий являлись крупнейшими в мире.
| ЧП  | Дата                 | Изображение | ВС                  | Оператор                                     | Место                                          | Страна                         | Описание                                               | И       |
| --- | -------------------- | --- | ------------------- | -------------------------------------------- | ---------------------------------------------- | ------------------------------ | ------------------------------------------------------ | ------- |
| 2   | 15 июня 1785 года    | Картина катастрофы | Монгольфьер         | Жан-Франсуа Пилатр де Розье и Пьер-Анж Ромен | Вимрё                                          | Королевство Франция            | Пожар на борту                                         |         |
| 13  | 22 июня 1907 года    | | Воздушный шар       | Вооружённые силы Австро-Венгрии              | Дебрецен                                       | Австро-Венгрия                 | Упал и взорвался                                       | [ 110 ] |
| 14  | 9 сентября 1913 года | Разбившийся дирижабль | Цеппелин LZ 14 'L1' | Кайзерлихмарине                              | Северное море, 32 км к северу от о. Гельголанд | Германская империя             | Затонул                                                |         |
| 28  | 17 октября 1913 года | Взорвавшийся дирижабль                                                                                                   | Цеппелин LZ 18 'L2' | Кайзерлихмарине                              | Йоханнисталь                                   | Германская империя             | Взрыв водорода                                         |         |
| 44  | 24 августа 1921 года | Взорвавшийся дирижабль                                                                                                   | R38                 | Королевские ВВС Великобритании               | Кингстон-апон-Халл                             | Великобритания                 | Взорвался                                              | [ 111 ] |
| 50  | 21 декабря 1923 года | Взорвавшийся дирижабль                                                                                                   | Цеппелин «Dixmude»  | ВМС Франции                                  | близ Сицилии                                   | Италия                         | Пожар на борту при пролёте грозы                       | [ 112 ] |
| 73  | 4 апреля 1933 года   | Разбившийся дирижабль | ZRS-4 «Akron»       | ВМС США                                      | Нью-Джерси, Атлантика                          | США                            | Упал в океан при полёте в шторм                        | [ 113 ] |
| 80  | 12 марта 1950 года   | Разбившийся самолёт | Avro 689 Tudor 5    | Airflight Limited                            | Вейл-оф-Гламорган, близ Лландоу                | Великобритания                 | Сваливание при посадке                                 | [ 114 ] |
| 87  | 20 декабря 1952 года | Douglas C-124A-DL Globemaster II американских ВВС                                                                        | C-124A-DL           | ВВС США                                      | Мозес-Лейк                                     | США                            | Сваливание при взлёте из-за застопоренных рулей        | [ 115 ] |
| 129 | 18 марта 1953 года   | Douglas C-124A-DL Globemaster II американских ВВС                                                                        | C-124A-DL           | ВВС США                                      | Татикава                                       | Япония                         | Сваливание при возврате в аэропорт                     | [ 116 ] |
| 134 | 16 декабря 1960 года | Douglas DC-8 авиакомпании United Air Lines · Lockheed L-1049 Super Constellation авиакомпании Trans World Airlines (TWA) | DC-8-11 L-1049-54   | United Air Lines TWA                         | Нью-Йорк                                       | США                            | Столкновение в воздухе и падение на город              | [ 117 ] |
| 155 | 12 мая 1968 года     | C-130B ВВС США | C-130B              | ВВС США                                      | Кхамдык                                        | Республика Вьетнам             | Сбит армией вьетконгонцев                              | [ 82 ]  |
| 162 | 30 июля 1971 года    | Boeing 727-281 авиакомпании ANA                                                                                          | B727-281            | ANA                                          | Сидзукуиси                                     | Япония                         | Столкновение в воздухе с F-86                          | [ 68 ]  |
| 174 | 13 октября 1972 года | Разбившийся самолёт | Ил-62               | Аэрофлот                                     | Нерское озеро                                  | СССР · ( РСФСР)                | Врезался в землю при заходе на посадку                 | [ 60 ]  |
| 176 | 22 января 1973 года  | Разбившийся самолёт | B707-3D3C           | Nigeria Airways ( Alia)                      | Кано                                           | Нигерия                        | Жёсткая посадка, повлёкшая разрушение шасси и самолёта | [ 57 ]  |
| 346 | 3 марта 1974 года    | Разбившийся самолёт | DC-10-10            | Turkish Airlines                             | Эрменонвиль, близ Парижа                       | Франция                        | Взрывная декомпрессия и потеря управления              | [ 10 ]  |
| 583 | 27 марта 1977 года   | Разбившийся самолёт | B747-206B B747-121  | KLM Pan Am                                   | Лос-Родеос, Тенерифе                           | Испания · ( Канарские острова) | Столкновение на ВПП                                    | [ 7 ]   |

Рейс 11 American Airlines 11 сентября 2001 года, в результате крушения которого погибло более 1000 человек, NTSB считает терактом, а не авиакатастрофой. Поэтому он отсутствует в данном списке.